# 圣维塔利亚诺
圣维塔利亚诺（義大利語：San Vitaliano），是意大利那不勒斯省的一个市镇。总面积5平方公里，人口6152人，人口密度1230.4人/平方公里（2009年）。ISTAT代码为063075。